# Сухановы
Сухановы — династия купцов Усть-Сысольска (ныне Сыктывкар).

## История
Первое упоминание семьи Сухановых относится к 1608 году. В писцовой книге упомянут проживающий в погосте Усть-Сысольск «Федька Бес да дети ево Калинка да Давыдка середние» («середние» в данном случае — крестьяне среднего достатка). Сын Давыд, вероятно, носил прозвище «Сухан». В 1646 году в Усть-Сысольском погосте проживали «Стефанко Давыдов сын Суханов з братом с Левкою да с сыном Самойлком». Давыд, вероятно, к этому времени уже умер, а его брат Калина в 1640 году «сшел в Сибирь, жены и детей не осталось», а его двор стоял пустым. Впоследствии Калина Фёдорович из Сибири вернулся, женился и обзавёлся детьми, и по книге 1678 года на погосте проживал «Филька Калинин сын Бесов» с сыном Гришкой и племянником. В деревне Потаповской, недалеко от погоста, проживали «Самошка Степанов сын Суханов» с сыновьями Ивашкой, Митькой и Федькой. В деревне Каменной жил дядя Самошки «Левка Давыдов сын Суханов» с сыновьями Баженкой, Стахейкой и Мишкой. У Бажена был сын Афонька, а у Стахея (Евстафия) — сын Ивашка. Потомки Сухана разделились на две фамилии: от сына Калины Фёдоровича пошла фамилия Калининых, а от Левки (Леонтия) Давыдовича — купеческий род Сухановых.
В деревне Каменной Леонтий (Левка) Суханов владел землёй умершего крестьянина Чиромова. Его сын Бажен (Леонтий) Леонтьевич Суханов унаследовал и расширил его дело. Он скупал пушнину и вывозил её в Великий Устюг и Москву, торговал зерном, поставлял на местные рынки промышленные товары из центральных районов России. В 1682 году Бажен взял в аренду реку, 3 озера и земли вокруг них, скупая земли крестьян-должников и расширяя семейное сельскохозяйственное и рыболовное дело. В 1696 году сын Бажена, Афанасий, едет на Ирбитскую ярмарку, где торгует сукном, полотном и шёлком.
Рост богатства Сухановых, ставших самой влиятельной семьёй Усть-Сысольска, позволил Бажену занять важные по местным меркам посты. С середины 70-х годов XVII века он постоянно занимает пост волостного целовальника и посыльщика. В его обязанности входила доставка податных денег в Новгородский приказ. Заведя на этой службе полезные знакомства, Суханов смог добиться разделения Сысольской земли на Верховскую и Низовскую трети. Центр Низовской трети находился в Усть-Сысольске, где Сухановы были практически полными хозяевами. Бажен Суханов получил должность земского судьи.
Бажен, несмотря на своё богатство и влияние, числился черносошным крестьянином. Его дети — Афанасий, Евстафий, Андрей и Иван — в 1723 году были записаны в яренские купцы (записаться в купцы можно было только в городе). Усть-Сысольск к этому времени был погостом, волостным центром Яренского дистрикта (с 1727 года — уезда). Часть Сухановых, вероятно, к этому времени жила в Яренске, однако основные торговые интересы семьи по-прежнему были сосредоточены в Усть-Сысольске. Сухановы продолжали расширять своё торговое дело, продолжали расширять свои земельные владения, построили винокуренный завод на реке Човью.
Укреплённый двор Сухановых в Усть-Сысольске, где находились товарные склады, представлял собой небольшую крепость, на вооружении гарнизона которого было более 40 ружей и 3 небольшие пушки. Это оружие Сухановым пришлось применить в 1739 году, когда «лихие люди» осадили их двор. В результате двор был разграблен и сожжён. Елисей Суханов в челобитной на имя императрицы Анны Иоанновны подробно перечислил все потери своего семейства. При нападении погибли дочери Петра Афанасьевича Любава и Александра, от побоев умер Иван Афанасьевич (отец Елисея), Пётр Афанасьевич (дядя Елисея) «лежал при смерти» (но выжил).

Это нападение, хотя и нанесло значительный урон Сухановым, не снизило уровень их влияния. По инициативе Сухановых в 30-х годах XVIII века строится каменная Покровская церковь — вторая каменная церковь в Коми крае (до этого каменная церковь была только в Усть-Выми). При участии Сухановых была построена и вторая каменная церковь Усть-Сысольска — Покровская. Иван Лепёхин, побывавший в Усть-Сысольске в 1772 году, записал в своём дневнике:
...живущие в нём богачи, Сухановыми прозываемые, которые и сами произошли от зырянского племени. Проворство их в торговле обогатило их и сделало зырянскими князьками. Каждый зырянин представляет их как бы природного крестьянина, и всё его стяжание почти надлежит Сухановым. Они их задатчивают на хлеб и на звериные промыслы и после обирают всё их житьё-бытьё-богачество. Если где увидишь лучшие нивы в ближайших селениях на Сысоле и спросишь, кому они принадлежат, отвечают: Сухановым; если где пасутся стада, стада надлежат Сухановым; да и бывший на Печоре зырянский промысел в добывании точильного камня ныне надлежит Сухановым.
В результате административной реформы, начатой в 1775 году Екатериной II, большие административные единицы должны были быть разукрупнены. А. П. Мельгунов, наметив границы новых административных единиц, предложил разукрупнить Яренский уезд и образовать новый уезд — Усть-Сысольский, а его центр (погост) — возвести в ранг города. Предполагается, что принятию этого решения посодействовали Сухановы. 25 января 1780 года был подписан соответствующий указ, а 10 сентября того же года в Усть-Сысольске состоялись празднества, включавшие и праздничный обед для именитых горожан в двухэтажном доме Сухановых.
В 1780 году из яренских купцов в усть-сысольские переписывается Пётр Петрович Суханов (вероятно — сын пострадавшего при погроме 1739 года Петра Суханова).
16 января 1784 года был объявлен именной указ, которым утверждались планы нескольких городов, в том числе Усть-Сысольска. Утверждённый план предусматривал в городе 12 улиц, одна из которых получала название «Сухановской». Это название улица сохраняла до 1918 года (переименована в «улицу Рабочую», а в 1940 году — в «улицу Бабушкина»).

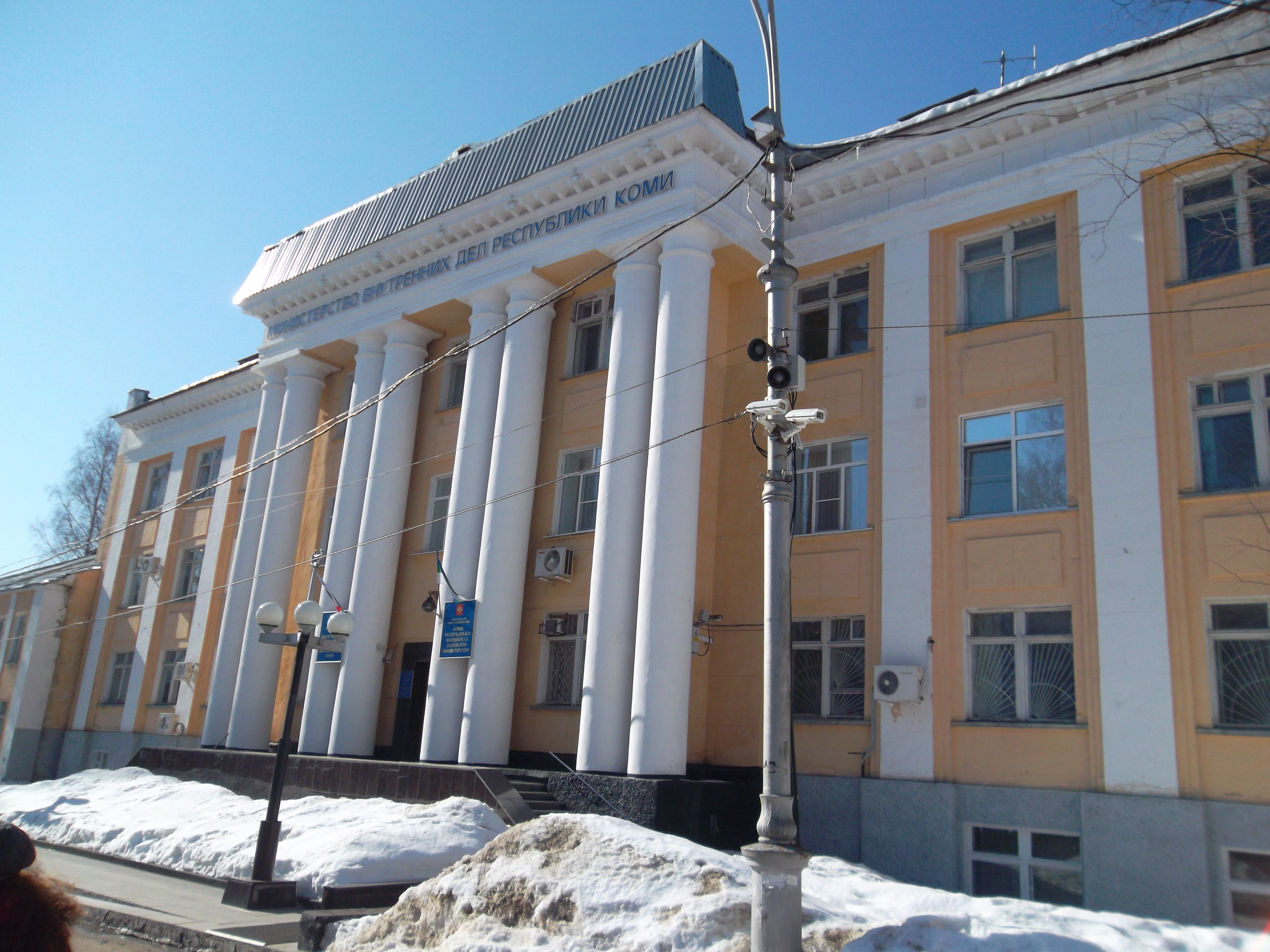
Здание НКВД Коми АССР (ныне — МВД по РК) построено в 1938 году на части фундамента дома Суханова на ул. Набережной (ныне — ул. Кирова)

С образованием уезда и получением статуса города семья Сухановых в значительной мере утратила реальную власть, которая перешла к вновь образованным уездным и городским структурам, однако Сухановы ещё длительное время продолжали входить в число влиятельных горожан. К началу XIX века самыми заметными фигурами в торговой и общественной жизни Усть-Сысольска были Степан Григорьевич и Алексей Иванович Суханов. Оба они занимали пост городского головы — Степан Григорьевич (1811—1813, 1823—1825, 1826—1828) и Алексей Иванович (1814—1816). Именно они построили для себя два первых жилых кирпичных дома в Усть-Сысольске, что в те времена могли позволить себе только очень состоятельные люди. Дом Степана Григорьевича был построен на Покровской улице (ныне — ул. Орджоникидзе, д. 2), дом Алексея Ивановича — на Набережной улице (ныне — ул. Кирова, дом не сохранился). Степан Григорьевич с конца XVIII века числился купцом 3-й гильдии, а в 1802 году — 2-й гильдии. Он занимался продажей хлеба и дичи, совместно с Алексеем Ивановичем арендовал брусяную гору на Печоре, торговал точильными изделиями. Дела, однако, шли не очень удачно, так как он вновь вернулся в 3 гильдию, а в 1826 году даже попал в разряд торгующих мещан, хотя позже сумел вернуться в купеческое сословие.
После смерти Степана Григорьевича, умершего в 1838 году, унаследовавший его дело сын Алексей Степанович числился купцом 3-й гильдии до своей смерти в 1842 году, однако его торговая деятельность была уже не столь масштабной. После его смерти наследство досталось его братьям Павлу Степановичу и Александру Степановичу. Купцом был только Александр (Павел числился в мещанском сословии), но и он через несколько лет также перешёл в мещане. Свидетельством окончания былого благосостояния этой ветви рода явилась продажа в 1850 году своего кирпичного дома.
Потомки Петра Петровича Суханова также недолго продержались в купеческом сословии. К 1792 году его сын, Иван Петрович, умер, и его дело унаследовал Алексей Иванович. Дела шли успешно, в 1801 году он записался во 2-ю гильдию, а к 1812 году, заработав значительное состояние на торговле пушниной и хлебом, стал одним из крупнейших предпринимателей города. На пике своего успеха он построил каменный дом и был избран городским головой. Однако уже в 1821 году он вынужден был перейти в 3-ю гильдию, а в 1824 году — перейти в мещанское сословие. После его смерти наследство получили родственники по боковой линии (прямых наследников не было). Сначала новые хозяева сдавали часть полученного ими в наследство дома, а затем продали его.
Утратив былое могущество и окончательно покинув купеческое сословие, Сухановы продолжали играть заметную роль в жизни города. Так, Алексей Ефимович Суханов, не имевший уже статуса купца, а состоявший в мещанском сословии, и владевший тремя домами и (совместно с другими наследниками Сухановых) 50 десятинами сенокосов, избирался почётным мировым судьёй, председателем сиротского суда, членом попечительского совета женской прогимназии; четырежды, начиная с 1891 года, избирался гласным городской думы; дважды избирался городским головой — в 1906 и в 1914 годах, занимая эту должность до роспуска городской думы в апреле 1918 года.